# Chioninia coctei
Chioninia coctei é uma espécie de réptil da família Scincidae endêmica de Cabo Verde. Era encontrada somente nas ilhotas de Raso e Branco, e seu último registro foi em 1912. Foi declarada oficialmente extinta pela IUCN em 2013.